# منتخب إسكتلندا لهوكي الحقل للسيدات
منتخب اسكتلندا الوطني لهوكي الحقل للسيدات (بالإنجليزية: Scotland women's national field hockey team)‏ هو ممثل اسكتلندا الرسمي في المنافسات الدولية في هوكي الحقل للسيدات.